# Capilla de Nuestra Señora del Rosario (Mezquita-catedral de Córdoba)

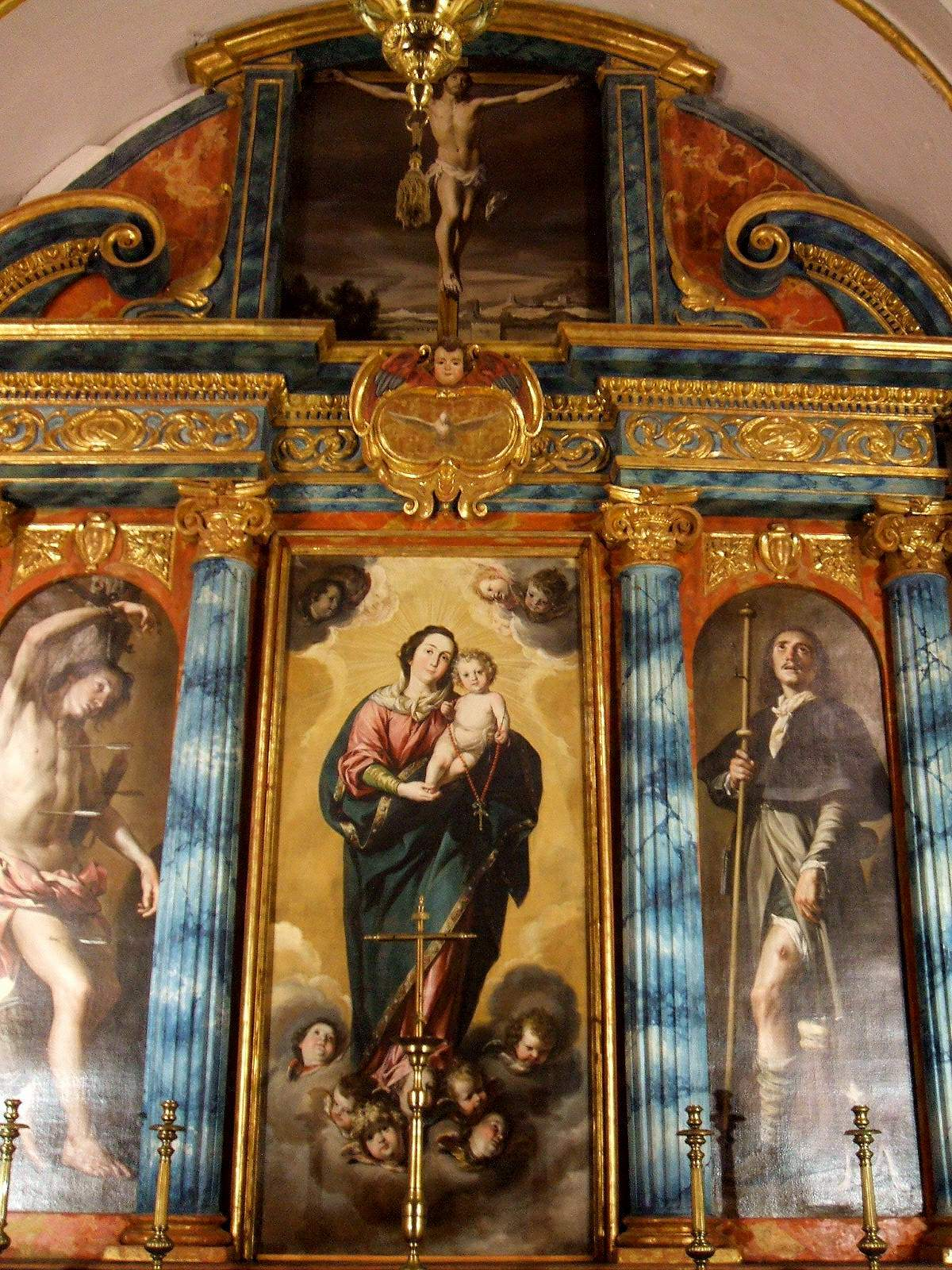
Retablo de la de Nuestra Señora del Rosario.

La capilla de Nuestra Señora del Rosario de la Mezquita-Catedral de Córdoba se encuentra ubicada entre las capillas del muro norte del templo catedralicio cordobés.

## Historia y descripción
Fue fundada en el año 1612 por Juan Jiménez de Bonilla. Se accede a ella a través de una portada concebida a modo de arco de triunfo y adornada con cartelas y guirnaldas. El frontón de la portada está decorado con una imagen pétrea de San Pedro Mártir. La capilla es de planta rectangular y se cubre con una bóveda de cañón ornamentada con yesería policromada.
El retablo, situado en el testero frontal de la capilla, es de un solo cuerpo y también tiene remate, con pares de columnas policromadas simulando mármol que se apoyan sobre basamentos y está adornado por cuatro lienzos. En los tres lienzos del cuerpo del retablo, aparecen de izquierda a derecha, San Sebastián, la Virgen del Rosario, que se halla en la calle central, y San Roque. En el lienzo situado en el remate del retablo aparece la imagen de Cristo crucificado. Se cree que los lienzos que componen el retablo fueron realizados hacia el año 1647, y se atribuye la autoría de los mismos al pintor Antonio del Castillo y Saavedra, por las semejanzas formales que muestran con otras obras documentadas del maestro cordobés.